# Lim Jong-Hoon
Lim Jong-Hoon (en coreano: 임종훈; Busan, 21 de enero de 1997) es un deportista surcoreano que compite en tenis de mesa, en la modalidad de dobles mixto. Participó en los Juegos Olímpicos de París 2024, obteniendo una medalla de bronce en el torneo de dobles mixto (junto con Shin Yu-Bin).

## Palmarés internacional
| Juegos Olímpicos | Juegos Olímpicos | Juegos Olímpicos  | Juegos Olímpicos |
| Año              | Lugar            | Medalla           | Prueba           |
| ---------------- | ---------------- | ----------------- | ---------------- |
| 2024             | París (Francia)  | Medalla de bronce | Dobles mixto     |